# Geni
Geni — інтерактивний сервіс та генеалогічний сайт, що дозволяє створювати генеалогічне древо онлайн й інтегрувати власне древо з родоводами інших учасників. Для нині живих родичів, зазначених у родовідному дереві користувача, за замовчуванням передбачається можливість запрошувати їх приєднатися до відповідної гілки. Вони, у свою чергу можуть запросити інших родичів, і так далі. У міру прибування родичів генеалогічне древо користувачів буде продовжувати рости.
Кожен член сім'ї має свій профіль, що можна переглянути, клацнувши на посилання на його ім'я в родовідному дереві. Члени сім'ї можуть бачити інформацію один про одного та листуватися. Члени сім'ї можуть також обмінюватися інформацією й працювати разом над створенням профілів спільних предків.
Geni зобов'язується не передавати особисту інформацію, у тому числі адресу електронної пошти, третім сторонам. За замовчуванням створюються профілі померлих людей публічно, а про нині живих є приховані та видимі лише для родичів і працівників Geni.
Geni була офіційно заснована 16 січня 2007 року колишніми фахівцями, котрі робили «PayPal», «Yahoo!». У розвиток проєкту в березні 2007 р. вкладено $ 10 млн..
На початок вересня 2012 р. у всесвітньому родовідному дереві на сайті об'єднані понад 64 млн профілів.
У листопаді 2012 р. куплена холдинговою компанією «MyHeritage».
Станом на листопад 2016 р. є 107,5 млн профілів. На вересень 2019 р. — 136 млн.